# CenturyLink Field
CenturyLink Field (wcześniej Seahawks Stadium (2002–2004), Qwest Field (2004–2011)) – wielofunkcyjny stadion sportowy położony w Seattle, w stanie Waszyngton. Swoje mecze regularnie rozgrywają tu drużyny Seattle Seahawks (futbol amerykański) i Seattle Sounders FC (piłka nożna). Na terenie całego kompleksu znajduje się również teatr i parking o pojemności 2000 samochodów. Poza sezonem sportowym, odbywają się na nim wszelakie koncerty muzyczne i inne imprezy rozrywkowe.